# ألين خليلوفيتش
ألين خليلوفيتش (بالكرواتية: Alen Halilović) هو لاعب كرة قدم كرواتي (مواليد 18 يونيو 1996 في مدينة دوبروفنيك، كرواتيا) يلعب لنادي ريدنغ في مركز الوسط المهاجم.
ولعب لجميع الفئات السنية لمنتخب كرواتيا و لعب أيضاً لمنتخب كرواتيا الأول، وكان يعتبر واحدًا من المواهب الشابة الواعدة في كرة القدم الأوروبية. وهو أيضاً لاعب يسجل هدفاً في الدوري الكرواتي الممتاز.
بدأ مسيرته الكروية في عام 2002 كلاعب ناشئ في نادي دينامو زغرب، ثم ترقى للفريق الأول في عام 2012. وفي 27 مارس 2014، أعلن نادي برشلونة عن انتقال خليلوفيتش إلى صفوفه مقابل 2.2 مليون يورو، في عقده يمتد لخمس سنوات، و بعدما كانت أندية مثل ريال مدريد ومانشستر يونايتد قريبين من خطف اللاعب.وكانت أندية ريال مدريد الإسباني، مانشستر يونايتد وتوتنهام هوتسبيرز الإنجليزيين من الفرق الراغبة في ضم آلين هاليلوفيتش، قبل أن يستقر به الحال في برشلونة.

## برشلونة
سجل خليلوفيتش أول ظهور له مع نادي برشلونة يوم 15 يناير 2015 ودخل كبديل لأداما تراوري في آخر 28 دقيقة من المباراة التي انتهت بنتيجة 4–0 لصالح برشلونة أمام نادي إلتشي.

## سبورتينغ خيخون
في الحادي والعشرين من أغسطس 2015، انتقل خليلوفيتش إلى نادي سبورتينغ خيخون على سبيل الإعارة لمدة موسم واحد.

## مسيرته الدولية
استطاع خليلوفيتش من تمثيل منتخب الكرواتي في جميع الفئات السنية. وكان خليلوفيتش عضواً من منتخب كرواتيا تحت 17 سنة الذي استطاع الوصول إلى بطولة أوروبا تحت 17 سنة في سلوفاكيا. وفي 10 يونيو 2013، لعب خليلوفيتش مباراته الدولية الأولى مع لمنتخب كرواتيا الأول، عندما دخل بديلاً لإيفان سترنيتش في الدقيقة 60 في مباراة منتخب بلاده ضد منتخب البرتغال لكرة القدم، و يصبح بذلك أصغر لاعب يشارك مع لمنتخب كرواتيا الأول وهو بعمر ال16.

## حياته الشخصية

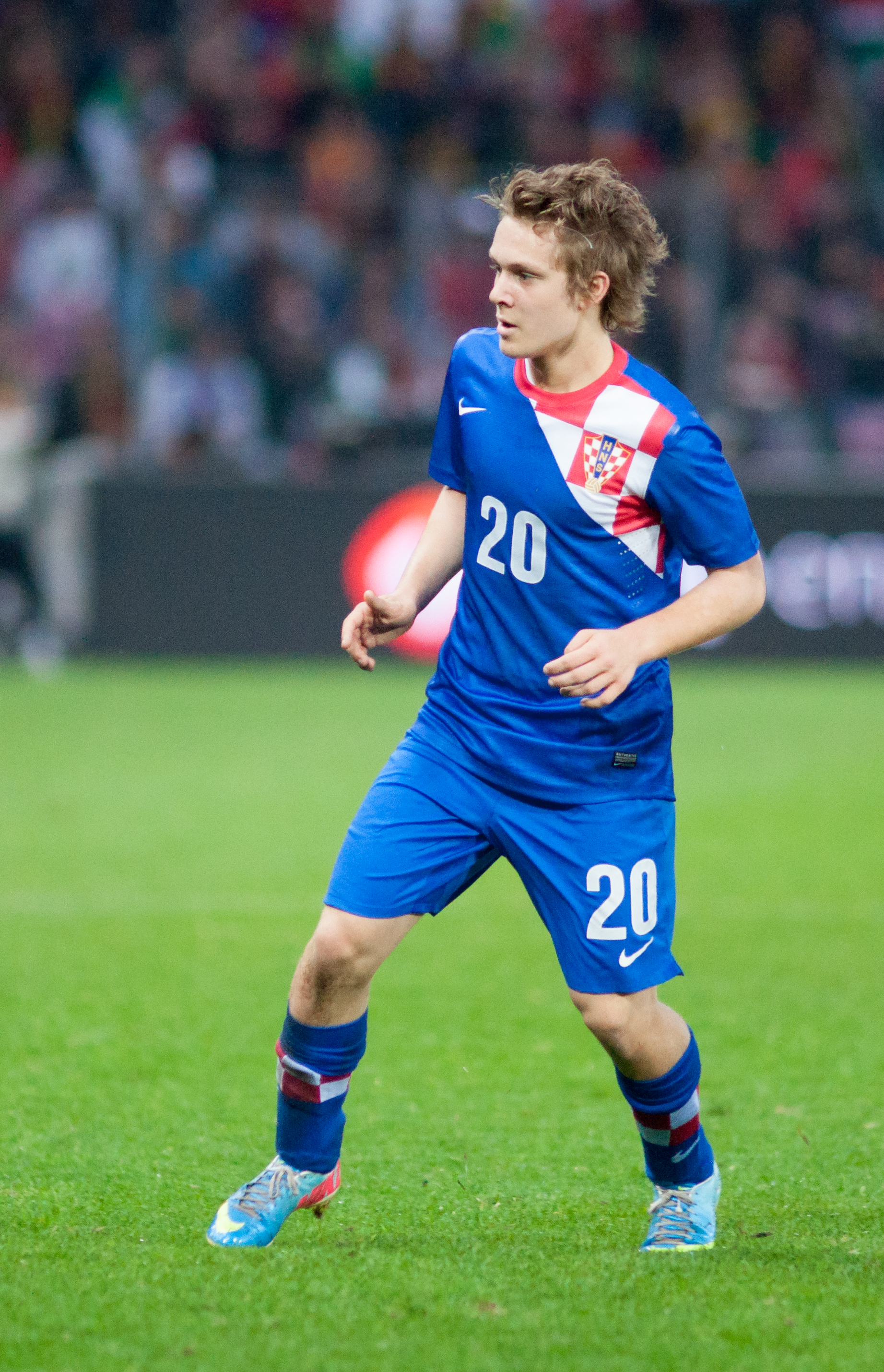
كرواتيا ضد البرتغال، 10 يونيو 2013

كان والده سيجاد خليلوفيتش لاعباً سابقاً في منتخبي البوسنة والهرسك لكرة القدم ومنتخب كرواتيا لكرة القدم، وكان أيضاً لاعباً في نادي دينامو زغرب. انتقل جميع أفراد العائلة إلى مدينة برشلونة بعد تعاقده مع نادي برشلونة، بما فيهم شقيقه الأصغر الذي وقع عقداً لفريق الشباب في برشلونة.

## الإنجازات

### دينامو زغرب
- الدوري الكرواتي الممتاز: 2012-13، 2013-14
- كأس كرواتيا: 2013-14

## الإحصائيات

### الأندية
آخر تحديث 27 أبريل 2015.
| النادي         | الموسم       | الدوري | الدوري | الكؤوس | الكؤوس | أوروبا | أوروبا | أخرى | أخرى | المجموع | المجموع |
| النادي         | الموسم       | لعب    | سجل    | لعب    | سجل    | لعب    | سجل    | لعب  | سجل  | لعب     | سجل     |
| -------------- | ------------ | ------ | ------ | ------ | ------ | ------ | ------ | ---- | ---- | ------- | ------- |
| دينامو زغرب    | 2012–13      | 18     | 2      | 0      | 0      | 3      | 0      | 0    | 0    | 21      | 2       |
| دينامو زغرب    | 2013–14      | 26     | 5      | 6      | 1      | 8      | 0      | 1    | 0    | 41      | 6       |
| دينامو زغرب    | المجموع      | 44     | 7      | 6      | 1      | 11     | 0      | 1    | 0    | 62      | 8       |
| نادي برشلونة ب | 2014–15      | 23     | 3      | —      | —      | —      | —      | —    | —    | 23      | 3       |
| نادي برشلونة ب | المجموع      | 23     | 3      | —      | —      | —      | —      | —    | —    | 23      | 3       |
| نادي برشلونة   | 2014–15      | 0      | 0      | 1      | 0      | 0      | 0      | —    | —    | 1       | 0       |
| نادي برشلونة   | المجموع      | 0      | 0      | 1      | 0      | 0      | 0      | —    | —    | 1       | 0       |
| المجوع الكلي   | المجوع الكلي | 67     | 10     | 7      | 1      | 11     | 0      | 1    | 0    | 86      | 11      |

1. ↑  تشمل لقاءآت كأس كرواتيا وكأس ملك إسبانيا.

1. ↑  جميع لقاءات دوري أبطال أوروبا
2. ↑  3 مشاركات في دوري أبطال أوروبا,5 مشاركات في دوري أوروبا
3. ↑  مشاركة وحيدة في كأس السوبر الكرواتي

### الدولية
آخر تحديث 19 يناير 2015.
| منتخب كرواتيا لكرة الأول | منتخب كرواتيا لكرة الأول | منتخب كرواتيا لكرة الأول | منتخب كرواتيا لكرة الأول |
| السنة                    | لعب                      | سجل                      |                          |
| ------------------------ | ------------------------ | ------------------------ | ------------------------ |
| 2013                     | 2                        | 0                        |                          |
| 2014                     | 5                        | 0                        |                          |
| 2015                     | 0                        | 0                        |                          |
| المجموع                  | 7                        | 0                        |                          |

## روابط خارجية
- ألين خليلوفيتش على موقع الاتحاد الدولي (مؤرشف)  (الإنجليزية)
- ألين خليلوفيتش على موقع الاتحاد الأوربي (الإنجليزية)
- ألين خليلوفيتش على موقع اتحاد كرواتيا (الكرواتية)
- ألين خليلوفيتش على موقع قاعدة بيانات كرة القدم.إي يو (الإنجليزية)
- ألين خليلوفيتش على موقع ليكيب (الفرنسية)
- ألين خليلوفيتش على موقع ناشيونال فوتبول تيمز (الإنجليزية)
- ألين خليلوفيتش على موقع Soccerbase.com (لاعب) (الإنجليزية)
- ألين خليلوفيتش على موقع Soccerway.com (الإنجليزية)
- ألين خليلوفيتش على موقع عالم كرة القدم.نت (الإنجليزية)
- ألين خليلوفيتش على موقع AS.com (الإسبانية)